# 衰減係數
衰減系數（英語：attenuation coefficient）通常是指某些物理量例如光子、聲波、電子、粒子的數量或能量等等，在物體中單一方向行進貫穿的難易程度。以光線為例，衰減系數大，代表光線進入某特定物質時會快速變弱；衰減系數小，代表光線可以很容易穿透此物質，即此一物質是相當透明的。
衰減系數其實是機率概念：假設100個光子每行進一公分，20個光子與物質發生特定交互作用被吸收掉，衰減系數就是每公分損失20%，寫成為長度單位的倒數，0.2 cm-1。以國際標準單位制來表示，可寫成20 m-1，單位為公尺分之一。
衰減系數大小與入射標的物的性質有關，例如入射光波長；也與貫穿作用物質本身的性質有關。

## 相關領域
衰減係數的概念使用於許多領域與學門，有不同的名稱，但是其數學定義非常類似：數量衰減，能量衰減，電磁場強度衰減，功率衰減，等等。
- 游離輻射，以伽瑪射線或X射線為例，衰減係數之符號定義為{\displaystyle \mu }，常用單位為cm-1。
  - 輻射防護，以類似概念質量衰減係數（mass attenuation coefficient）進行討論。
- 高能物理或核子工程核反應爐討論，以中子為例，稱為巨觀截面（macroscopic cross section），符號定義為{\displaystyle \Sigma }，常用單位為m-1。
- 聲波，衰減係數又稱粒子大小分佈（英语：Particle-size distribution）（particle size distribution），符號定義為{\displaystyle \alpha }，常用單位為m-1。
  - 超聲波，衰減係數稱為超聲波衰減（ultrasound attenuation），符號定義為{\displaystyle \alpha }，常用單位為dB·cm−1·MHz−1。
- 電磁波，能量傳輸損耗（transmission loss）[2]，衰減係數之符號亦為{\displaystyle \alpha }，常用單位，衰減係數為dB·km−1。衰減係數為行進常數（propagation constant）{\displaystyle \gamma }之實部。

## 數學概述
以下將以數學概述衰減係數定義，簡單描述相關概念。

### 線性衰減係數
線性衰減係數，或定向衰減係數（direction attenuation coefficient），常用於游離輻射領域，是指在一單位體積的介質中，入射標的物沿著一單位長度與介質作用而消失的機率大小，常用符號為μΩ，數學定義

：{\displaystyle \mu _{\Omega }=-{\frac {1}{L_{\mathrm {e} ,\Omega }}}{\frac {\mathrm {d} L_{\mathrm {e} ,\Omega }}{\mathrm {d} z}},}
此處Le,Ω為輻射率。

### 頻譜線性衰減係數
頻率譜定向衰減係數（spectral directional attenuation coefficient in frequency）與波長譜定向衰減係數（spectral directional attenuation coefficient in wavelength）指特定波長或頻率的電磁波或光子打入一單位體積的介質後，入射標的物沿著一特定方向，直線前進每一單位長度間，與介質作用而消失的機率大小，相應的常用符號各自為μΩ,ν與μΩ,λ。數學定義
{\displaystyle \mu _{\Omega ,\nu }=-{\frac {1}{L_{\mathrm {e} ,\Omega ,\nu }}}{\frac {\mathrm {d} L_{\mathrm {e} ,\Omega ,\nu }}{\mathrm {d} z}},}
{\displaystyle \mu _{\Omega ,\lambda }=-{\frac {1}{L_{\mathrm {e} ,\Omega ,\lambda }}}{\frac {\mathrm {d} L_{\mathrm {e} ,\Omega ,\lambda }}{\mathrm {d} z}},}
此處相關符號的定義如下，
- Le,Ω,ν為特定頻率的輻射率；
- Le,Ω,λ為特定波長的輻射率。

### 半球式衰減係數
半球式衰減係數（Hemispherical attenuation coefficient）指光子束或粒子束打入一單位體積的介質後，以半球狀方式擴散，入射標的物沿著一單位長度與介質作用而消失的機率大小，常用符號為μ，數學定義
：{\displaystyle \mu =-{\frac {1}{\Phi _{\mathrm {e} }}}{\frac {\mathrm {d} \Phi _{\mathrm {e} }}{\mathrm {d} z}},}
此處相關符號的定義如下，
- Φe為輻射通量（radiant flux），又稱輻射功率;
- z為此光束或粒子束在介質中的路徑長度。

### 譜線半球式衰減係數
頻率譜半球式衰減係數（spectral hemispherical attenuation coefficient in frequency）與波長譜半球式衰減係數（spectral hemispherical attenuation coefficient in wavelength）指特定波長或頻率的電磁波或光子束打入一單位體積的介質後，以半球狀方式擴散，入射標的物沿著一單位長度與介質作用而消失的機率大小，相應的常用符號各自為μν與μλ
{\displaystyle \mu _{\nu }=-{\frac {1}{\Phi _{\mathrm {e} ,\nu }}}{\frac {\mathrm {d} \Phi _{\mathrm {e} ,\nu }}{\mathrm {d} z}},}
{\displaystyle \mu _{\lambda }=-{\frac {1}{\Phi _{\mathrm {e} ,\lambda }}}{\frac {\mathrm {d} \Phi _{\mathrm {e} ,\lambda }}{\mathrm {d} z}},}
此處相關符號的定義如下，
- Φe,ν為特定頻率之輻射功率；
- Φe,λ為特定波長之輻射功率。

## 游離輻射
在游離輻射領域，實務概念採用質量衰減係數，描述入射標的物與傳遞介質間發生交互作用的機率。
- 質量衰減係數：每公斤介質和光子發生作用之機率。
- 原子衰減係數：每一個原子和光子發生作用之機率。
- 電子衰減係數：每一個電子和光子發生作用之機率。

相關定義與常用單位簡述如下：
- 質量衰減係數=μ/ρ（平方公尺/公斤）。
- 原子衰減係數=(Z/1000Ne){\displaystyle \times }(μ/ρ)（平方公尺/原子數）。
- 電子衰減係數=(1/1000Ne){\displaystyle \times }(μ/ρ)（平方公尺/電子數）。

補充相關符號定義如下：
- μ：線性衰減係數（linear attenuation coefficient，cm-1）。
- ρ：介質質量密度（kg/m3）。
- Z：原子序。
- A：質量數。
- Ne（電子數/克）=(Na{\displaystyle \times } Z)/A，其Ne約等於3.01{\displaystyle \times 10^{23}}
- Na為亞弗加厥數，{\displaystyle 6.02\times 10^{23}}